# Morgan Hurd
Morgan Elizabeth Hurd (* 18. Juli 2001 in Wuzhou, China) ist eine US-amerikanische Kunstturnerin. Bei den Turn-Weltmeisterschaften 2017 gewann sie Gold im Mehrkampf und Silber am Schwebebalken.

## Sportliche Karriere
Ihren ersten internationalen Wettkampf bestritt Hurd beim Weltcup in Stuttgart Anfang des Jahres 2017. Bei den nationalen Meisterschaften im August desselben Jahres wurde sie Sechste im Mehrkampf. Aufgrund dieses Ergebnisses wurde sie ins Nationalteam berufen und für die Weltmeisterschaften in Montreal nominiert. Diese verliefen sehr erfolgreich: Sie konnte sich als Sechstplatzierte für das Mehrkampffinale und als Zweitplatzierte für das Finale am Schwebebalken qualifizieren. Völlig überraschend konnte sie den Mehrkampffinal für sich entscheiden. Mit 0,1 Punkten Vorsprung auf Ellie Black wurde sie Weltmeisterin. Sie profitierte dabei auch davon, dass das gesamte amerikanische Olympiateam von 2016 (unter anderen Simone Biles und Alexandra Raisman) in diesem Jahr pausierte und die Zweitplatzierte der Qualifikation, ihre Teamkollegin Ragan Smith, sowie weitere Favoritinnen verletzungsbedingt auf den Wettkampf verzichten mussten. Zwei Tage später gelang ihr die Bestätigung ihrer Leistung, als sie am Schwebebalken die Silbermedaille gewann.

## Privatleben
Morgan Hurd wurde in China geboren und als Kleinkind adoptiert. Heute wohnt sie in Middletown im Bundesstaat Delaware.